# Букшенешть-Лоташі
Букшенешть-Лоташі, Букшенешті-Лоташі (рум. Bucșenești-Lotași) — село у повіті Арджеш в Румунії. Входить до складу комуни Цицешть.
Село розташоване на відстані 109 км на північний захід від Бухареста, 18 км на північний схід від Пітешть, 119 км на північний схід від Крайови, 87 км на південний захід від Брашова.

## Населення
За даними перепису населення 2002 року у селі проживали 1118 осіб. Усі жителі села рідною мовою назвали румунську.
Національний склад населення села:
| Національність | Кількість осіб | Відсоток |
| -------------- | -------------- | -------- |
| румуни         | 1103           | 98,7%    |
| цигани         | 15             | 1,3%     |